# Christian Cueva
Pour les articles homonymes, voir Cueva.
Ne doit pas être confondu avec Cristian Cuevas.
Christian Cueva, de son nom complet Christian Alberto Cueva Bravo, né le 23 novembre 1991 à Trujillo (Pérou), est un footballeur international péruvien qui joue au poste de milieu offensif à Cienciano.
Surnommé Aladino, il a joué dans 12 clubs au cours de sa carrière depuis ses débuts à l'Universidad San Martín de Porres en 2008. Joueur fantasque, sa carrière est marquée par plusieurs écarts d'indiscipline, même s'il reste un joueur majeur de la sélection péruvienne des années 2010.

## Famille et jeunesse
Né à Trujillo, Christian Cueva grandit à Huamachuco, une petite ville du département de La Libertad, au nord du Pérou, d'où sont originaires ses parents : Luis Cueva, son père, et Maqui Bravo, sa mère.
À 16 ans, il est repéré par l'Universidad San Martín de Porres, son premier club professionnel, après un match de l'équipe U20 du club avec une équipe de jeunes joueurs de Huamachuco.

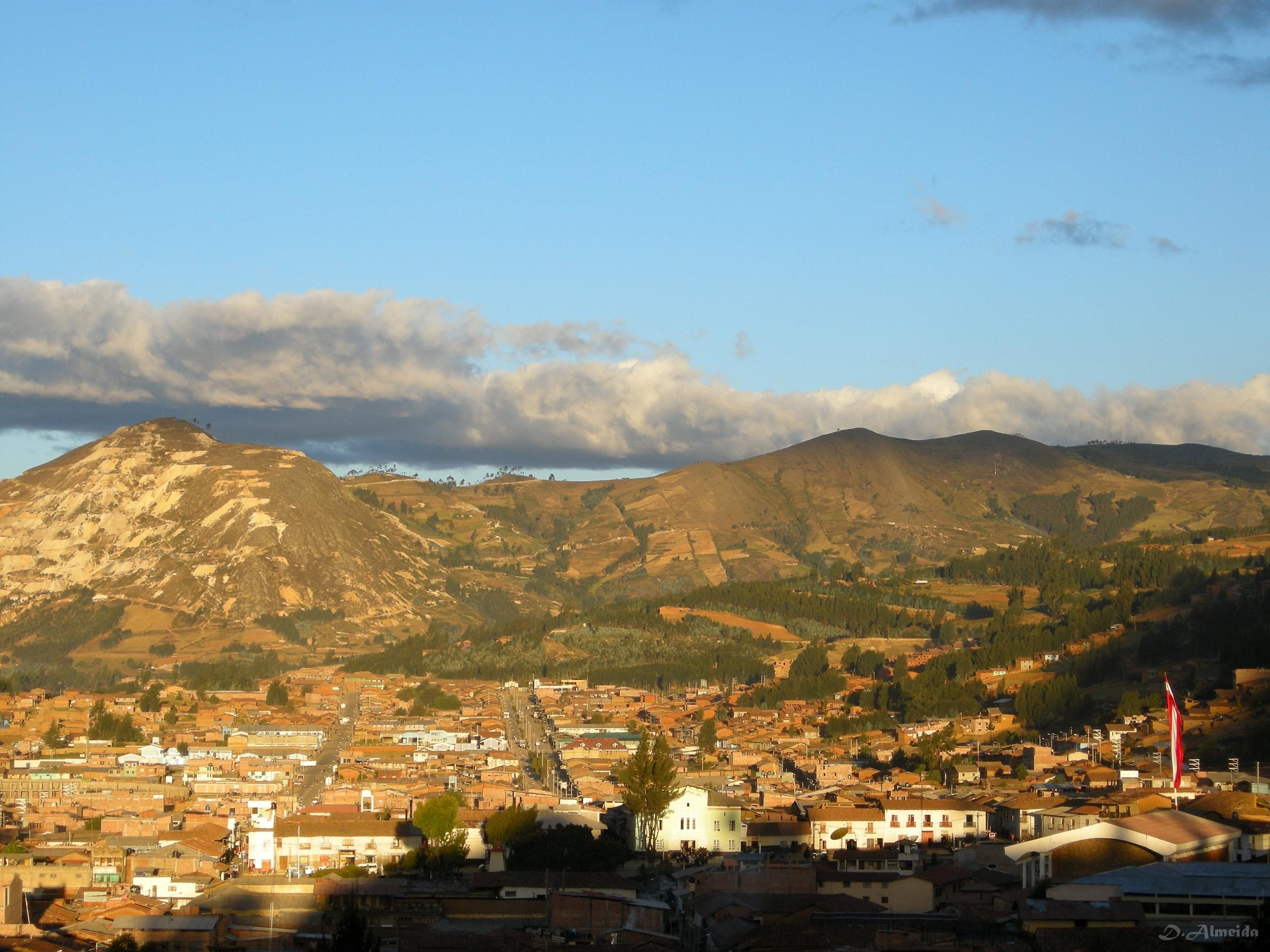
Huamachuco, ville où a grandi Christian Cueva.

## Carrière

### En club

#### Universidad San Martín
Christian Cueva est formé à l'Universidad San Martín de Porres où il arrive en 2007. Promu en équipe première l'année suivante, il y remporte le championnat du Pérou à deux reprises, en 2008 et 2010. Il joue sous le maillot de l'Universidad San Martín ses premiers tournois internationaux : la Copa Libertadores 2011 (quatre matchs) et les Copa Sudamericana de 2010 et 2012 (quatre matchs en tout),.

#### Premières expériences à l'étranger
En janvier 2012, il rejoint l'Universidad César Vallejo CF, où il ne reste que quelques mois en raison de son manque de discipline (il est surpris à plusieurs reprises jouant du football de rue). Il est ensuite transféré à l'étranger, au CD Unión Española, au sein duquel il remporte le championnat du Chili en 2013.
En août 2013, il rejoint le club madrilène du Rayo Vallecano sous forme de prêt. L'année suivante, alors que son club chilien de l'Unión Española le laisse libre, l'AC Arles-Avignon le met à l'essai avant de le recruter début août 2014. Pourtant, l'officialisation n'a jamais lieu.

#### Premier retour au Pérou (Alianza Lima)
Cueva signe à l'Alianza Lima en 2014 mais reste sur le banc durant toute la fin de la saison en raison d'un différend avec l'entraîneur de l'équipe, l'Uruguayen Guillermo Sanguinetti. L'année suivante, il connaît des problèmes avec les supporters de l'Alianza Lima, notamment à la suite d'une défaite 0-4 en Copa Libertadores face au CA Huracán. Il décide alors de s'expatrier pour de bon.

#### Poursuite de sa carrière à l'étranger
En 2015, il part jouer au Deportivo Toluca (Mexique), suivi du São Paulo FC, au Brésil, l'année suivante. Il s'engage avec le club russe du FK Krasnodar en juillet 2018 pour 4 ans. Le transfert est annoncé à 8 millions d'euros, avec un bonus de 2 millions d'euros. Il n'y reste cependant qu'une demi-saison – il joue tout de même six matchs en Ligue Europa – retournant au Brésil à Santos dès le mois de février 2019. Il y signe alors un contrat de prêt d'un an assorti d'une obligation d'achat estimée à six millions d'euros au 31 janvier 2020. Cependant, il entre en conflit avec Santos et rejoint en 2020 le CF Pachuca (Mexique) sans l'accord du club brésilien. Il recale ensuite au Yeni Malatyaspor (Turquie) où il est encore écarté pour indiscipline.
En 2021, il poursuit sa carrière à l'Al-Fateh, club du championnat saoudien.

#### Deuxième retour au Pérou (Alianza Lima)
En mars 2023, Cueva est prêté à l'Alianza Lima par l'Al-Fateh pour une durée de six mois. Il a l'occasion de disputer cinq matchs de la Copa Libertadores 2023, en plus de remporter le tournoi d'ouverture du championnat 2023.

### En équipe nationale
Avec 16 buts marqués en 98 sélections depuis 2011, Christian Cueva devient un joueur essentiel de la sélection péruvienne dirigée par Ricardo Gareca qui le convoque à quatre Copa América en 2015 (1 but marqué), 2016 (1 but), 2019 et 2021.
Il fait également partie de l'équipe qui dispute la Coupe du monde 2018 en Russie. Lors de la première rencontre du Pérou au cours de ce dernier tournoi, le 16 juin 2018, il rate un pénalty face au Danemark qui aurait pu donner la victoire aux siens (défaite 0-1 à la fin du match). Il dispute du reste les deux autres matchs de son pays lors de cette Coupe du monde face à la France (défaite 0-1) et l'Australie en livrant une passe décisive à Paolo Guerrero qui marque le deuxième but de la victoire 2-0 des Péruviens sur ces derniers.
Cueva se distingue particulièrement à l'occasion des qualifications à la Coupe du monde 2022 en marquant cinq buts.

## Statistiques

### Statistiques détaillées
| Saison                | Club                    | Championnat           | Championnat | Championnat | Coupe nationale | Coupe nationale | Coupe de la Ligue | Coupe de la Ligue | Compétition(s) continentale(s) | Compétition(s) continentale(s) | Compétition(s) continentale(s) | Playoffs | Playoffs | Total | Total |
| Saison                | Club                    | Division              | M.          | B.          | M.              | B.              | M.                | B.                | Comp.                          | M.                             | B.                             | M.       | B.       | M.    | B.    |
| 2008                  | Univ. San Martín        | Descentralizado       | 18          | 2           | 0               | 0               | -                 | -                 | CL                             | 0                              | 0                              | -        | -        | 18    | 2     |
| 2009                  | Univ. San Martín        | Descentralizado       | 16          | 3           | 0               | 0               | -                 | -                 | CL                             | 0                              | 0                              | -        | -        | 16    | 3     |
| 2010                  | Univ. San Martín        | Descentralizado       | 36          | 6           | 0               | 0               | -                 | -                 | CS                             | 3                              | 0                              | 1        | 0        | 40    | 6     |
| 2011                  | Univ. San Martín        | Descentralizado       | 26          | 4           | 0               | 0               | -                 | -                 | CL                             | 5                              | 0                              | -        | -        | 31    | 4     |
| 2012                  | Univ. San Martín        | Descentralizado       | 24          | 5           | 0               | 0               | -                 | -                 | CS                             | 1                              | 0                              | -        | -        | 25    | 5     |
| Sous-total            | Sous-total              | Sous-total            | 120         | 20          | 0               | 0               | 0                 | 0                 | -                              | 9                              | 0                              | 1        | 0        | 130   | 20    |
| 2012                  | Univ. César Vallejo     | Descentralizado       | 5           | 0           | 0               | 0               | -                 | -                 | -                              | -                              | -                              | -        | -        | 5     | 0     |
| 2013                  | Unión Española          | Primera División      | 16          | 0           | 1               | 0               | -                 | -                 | -                              | -                              | -                              | -        | -        | 17    | 0     |
| 2013-2014             | Rayo Vallecano (prêt)   | Liga BBVA             | 1           | 0           | 1               | 0               | -                 | -                 | -                              | -                              | -                              | -        | -        | 2     | 0     |
| 2014                  | Alianza Lima            | Descentralizado       | 15          | 3           | 0               | 0               | -                 | -                 | -                              | -                              | -                              | -        | -        | 15    | 3     |
| 2015                  | Alianza Lima            | Descentralizado       | 4           | 0           | 10              | 6               | -                 | -                 | CL                             | 2                              | 0                              | -        | -        | 16    | 6     |
| Sous-total            | Sous-total              | Sous-total            | 41          | 3           | 12              | 6               | 0                 | 0                 | -                              | 2                              | 0                              | 0        | 0        | 55    | 9     |
| 2015-2016             | Toluca FC               | Liga MX Ape./Cla.     | 35          | 4           | 6               | 2               | -                 | -                 | CL                             | 7                              | 0                              | -        | -        | 48    | 6     |
| 2016                  | São Paulo FC            | Brasileirão           | 24          | 8           | 2               | 0               | -                 | -                 | -                              | -                              | -                              | -        | -        | 26    | 8     |
| 2017                  | São Paulo FC            | Brasileirão           | 28          | 2           | 14              | 7               | -                 | -                 | CS                             | 1                              | 0                              | -        | -        | 43    | 9     |
| 2018                  | São Paulo FC            | Brasileirão           | 3           | 0           | 14              | 3               | -                 | -                 | CS                             | 1                              | 0                              | -        | -        | 18    | 3     |
| Sous-total            | Sous-total              | Sous-total            | 90          | 14          | 36              | 12              | 0                 | 0                 | -                              | 9                              | 0                              | 0        | 0        | 135   | 26    |
| 2018-2019             | FK Krasnodar            | Premier Liga          | 14          | 0           | 2               | 1               | -                 | -                 | C3                             | 6                              | 0                              | -        | -        | 22    | 1     |
| 2019                  | Santos FC (prêt)        | Brasileirão           | 5           | 0           | 11              | 0               | -                 | -                 | -                              | -                              | -                              | -        | -        | 16    | 0     |
| 2019-2020             | CF Pachuca (prêt)       | Liga MX Cla.          | 2           | 0           | 1               | 0               | -                 | -                 | -                              | -                              | -                              | -        | -        | 3     | 0     |
| 2020-2021             | Yeni Malatyaspor (prêt) | Süper Lig             | 8           | 0           | 0               | 0               | -                 | -                 | -                              | -                              | -                              | -        | -        | 8     | 0     |
| 2020-2021             | Al-Fateh SC             | Premier League        | 15          | 8           | 2               | 0               | -                 | -                 | -                              | -                              | -                              | -        | -        | 17    | 8     |
| 2021-2022             | Al-Fateh SC             | Premier League        | 24          | 8           | 1               | 0               | -                 | -                 | -                              | -                              | -                              | -        | -        | 25    | 8     |
| 2022-2023             | Al-Fateh SC             | Premier League        | 9           | 0           | 0               | 0               | -                 | -                 | -                              | -                              | -                              | -        | -        | 9     | 0     |
| Sous-total            | Sous-total              | Sous-total            | 77          | 16          | 17              | 1               | 0                 | 0                 | -                              | 6                              | 0                              | 0        | 0        | 100   | 17    |
| 2023                  | Alianza Lima (prêt)     | Liga 1                | 17          | 0           | 0               | 0               | -                 | -                 | CL                             | 5                              | 0                              | -        | -        | 22    | 0     |
| Total sur la carrière | Total sur la carrière   | Total sur la carrière | 345         | 53          | 65              | 19              | 0                 | 0                 | -                              | 31                             | 0                              | 1        | 0        | 442   | 72    |

### En sélection nationale
| Saison                | Sélection             | Phases finales          | Phases finales | Phases finales | Phases finales | Éliminatoires CDM | Éliminatoires CDM | Éliminatoires CDM | Matchs amicaux | Matchs amicaux | Matchs amicaux | Total | Total | Total |
| Saison                | Sélection             | Compétition             | M              | B              | Pd             | M                 | B                 | Pd                | M              | B              | Pd             | M     | B     | Pd    |
| --------------------- | --------------------- | ----------------------- | -------------- | -------------- | -------------- | ----------------- | ----------------- | ----------------- | -------------- | -------------- | -------------- | ----- | ----- | ----- |
| 2010-2011             | Pérou                 | Copa América 2011       | -              | -              | -              | -                 | -                 | -                 | 2              | 0              | 0              | 2     | 0     | 0     |
| 2011-2012             | Pérou                 | -                       | -              | -              | -              | 1                 | 0                 | 0                 | 1              | 0              | 0              | 2     | 0     | 0     |
| 2012-2013             | Pérou                 | -                       | -              | -              | -              | 1                 | 0                 | 0                 | 1              | 0              | 0              | 2     | 0     | 0     |
| 2014-2015             | Pérou                 | Copa América 2015       | 6              | 1              | 1              | -                 | -                 | -                 | 2              | 0              | 0              | 8     | 1     | 1     |
| 2015-2016             | Pérou                 | Copa América Centenario | 4              | 1              | 0              | 5                 | 0                 | 0                 | 3              | 1              | 1              | 12    | 2     | 1     |
| 2016-2017             | Pérou                 | -                       | -              | -              | -              | 8                 | 3                 | 2                 | 2              | 0              | 1              | 10    | 3     | 3     |
| 2017-2018             | Pérou                 | Coupe du monde 2018     | 3              | 0              | 1              | 5                 | 1                 | 2                 | 5              | 1              | 0              | 13    | 2     | 3     |
| 2018-2019             | Pérou                 | Copa América 2019       | 6              | 0              | 1              | -                 | -                 | -                 | 7              | 2              | 2              | 13    | 2     | 3     |
| 2019-2020             | Pérou                 | -                       | -              | -              | -              | -                 | -                 | -                 | 4              | 0              | 0              | 4     | 0     | 0     |
| 2020-2021             | Pérou                 | Copa América 2021 4e    | 7              | 0              | 2              | 6                 | 1                 | 0                 | -              | -              | -              | 13    | 1     | 2     |
| 2021-2022             | Pérou                 |                         | -              | -              | -              | 12                | 4                 | 2                 | 1              | 0              | 0              | 13    | 4     | 2     |
| 2022-2023             | Pérou                 |                         | -              | -              | -              | -                 | -                 | -                 | 6              | 1              | 0              | 6     | 1     | 0     |
| 2023-2024             | Pérou                 | Copa América 2024       | 2              | 0              | 0              | -                 | -                 | -                 | 0              | 0              | 0              | 2     | 0     | 0     |
| Total sur la carrière | Total sur la carrière | Total sur la carrière   | 28             | 2              | 5              | 38                | 9                 | 6                 | 34             | 5              | 4              | 100   | 16    | 15    |

### Buts en sélection
| Buts en sélection de Christian Cueva | Buts en sélection de Christian Cueva | Buts en sélection de Christian Cueva                 | Buts en sélection de Christian Cueva | Buts en sélection de Christian Cueva | Buts en sélection de Christian Cueva | Buts en sélection de Christian Cueva |
|                                      | Date                                 | Lieu                                                 | Adversaire                           | Score                                | Résultat                             | Compétition                          |
| ------------------------------------ | ------------------------------------ | ---------------------------------------------------- | ------------------------------------ | ------------------------------------ | ------------------------------------ | ------------------------------------ |
| 1.                                   | 14 juin 2015                         | Estadio Germán Becker, Temuco (Chili)                | Brésil                               | 1-0                                  | 1-2                                  | CA 2015                              |
| 2.                                   | 23 mai 2016                          | Estadio Nacional, Lima (Pérou)                       | Trinité-et-Tobago                    | 1-0                                  | 4-0                                  | Amical                               |
| 3.                                   | 8 juin 2016                          | University of Phoenix Stadium, Glendale (États-Unis) | Équateur                             | 1-0                                  | 2-2                                  | CA 2016                              |
| 4.                                   | 6 septembre 2016                     | Estadio Nacional, Lima (Pérou)                       | Équateur                             | 1-0                                  | 2-1                                  | QCM 2018                             |
| 5.                                   | 6 octobre 2016                       | Estadio Nacional, Lima (Pérou)                       | Argentine                            | 2-2                                  | 2-2                                  | QCM 2018                             |
| 6.                                   | 10 novembre 2016                     | Estadio Defensores del Chaco, Asuncion (Paraguay)    | Paraguay                             | 1-3                                  | 1-4                                  | QCM 2018                             |
| 7.                                   | 31 août 2017                         | Estadio Nacional, Lima (Pérou)                       | Bolivie                              | 2-0                                  | 2-1                                  | QCM 2018                             |
| 8.                                   | 29 mai 2018                          | Estadio Nacional, Lima (Pérou)                       | Écosse                               | 1-0                                  | 2-0                                  | Amical                               |
| 9.                                   | 22 mars 2019                         | Red Bull Arena, Harrison (États-Unis)                | Paraguay                             | 1-0                                  | 1-0                                  | Amical                               |
| 10.                                  | 5 juin 2019                          | Estadio Monumental, Lima (Pérou)                     | Costa Rica                           | 1-0                                  | 1-0                                  | Amical                               |
| 11.                                  | 8 juin 2021                          | Estadio Rodrigo Paz Delgado, Quito (Équateur)        | Équateur                             | 0-1                                  | 1-2                                  | QCM 2022                             |
| 12.                                  | 5 septembre 2021                     | Estadio Nacional, Lima (Pérou)                       | Venezuela                            | 1-0                                  | 1-0                                  | QCM 2022                             |
| 13.                                  | 7 octobre 2021                       | Estadio Nacional, Lima (Pérou)                       | Chili                                | 1-0                                  | 2-0                                  | QCM 2022                             |
| 14.                                  | 11 novembre 2021                     | Estadio Nacional, Lima (Pérou)                       | Bolivie                              | 2-0                                  | 3-0                                  | QCM 2022                             |
| 15.                                  | 16 novembre 2021                     | Estadio Olímpico, Caracas (Venezuela)                | Venezuela                            | 1-2                                  | 1-2                                  | QCM 2022                             |
| 16.                                  | 27 septembre 2022                    | Audi Field, Washington (États-Unis)                  | Salvador                             | 4-1                                  | 4-1                                  | Amical                               |

## Palmarès

### En club
| Univ. San Martín de Porres - Championnat du Pérou (2) : - Champion : 2008 et 2010. |  | CD Unión Española - Championnat du Chili (1) : - Champion : 2013. |

### En équipe nationale
Pérou
- Copa América
  - Finaliste : 2019.
  - Troisième : 2015.